# Titularbistum Vita
Das Bistum Vita (italienisch diocesi di Vita, lateinisch Dioecesis Vitensis) ist ein Titularbistum der römisch-katholischen Kirche.
Es geht zurück auf einen frühchristlichen Bischofssitz in der gleichnamigen Stadt, die sich in der römischen Provinz Byzacena in Nordafrika befand. Zu den wenigen bekannten Bischöfen von Vita gehörte Victor von Vita. Die Diözese überstand die Zeit der Völkerwanderung unter vandalischer und später byzantinischer Herrschaft (Exarchat von Karthago), ging im Zuge der Islamischen Expansion aber unter. Erst um das Jahr 1933 wurde das Bistum als römisches Titularbistum wiederhergestellt.
| Titularbischöfe von Vita |                            |                                                        |                   |                   |
| Nr.                      | Name                       | Amt                                                    | von               | bis               |
| 1                        | Timothy Corbett            | emeritierter Bischof von Crookston (USA)               | 25. Juni 1938     | 20. Juli 1939     |
| 2                        | Arthur Douville            | Weihbischof in Saint-Hyacinthe (Kanada)                | 30. November 1939 | 27. November 1942 |
| 3                        | Joseph Aloysius Burke      | Weihbischof in Buffalo (USA)                           | 20. April 1943    | 9. Februar 1952   |
| 4                        | Francisco Orozco Lomelín   | Weihbischof in Mexiko-Stadt (Mexiko)                   | 19. März 1952     | 17. Oktober 1990  |
| 5                        | Álvaro del Portillo        | Prälat des Opus Dei                                    | 7. Dezember 1990  | 23. März 1994     |
| 6                        | Pablo Cedano Cedano        | Weihbischof in Santo Domingo (Dominikanische Republik) | 31. Mai 1996      | 19. November 2018 |
| 7                        | Carlos María Domínguez OAR | Weihbischof in San Juan de Cuyo (Argentinien)          | 22. April 2019    | 11. Februar 2023  |
| 8                        | Roberto Rosmaninho Mariz   | Weihbischof in Porto (Portugal)                        | 26. Mai 2023      |                   |